# Памятник Андрияну Николаеву (1987)
Памятник Андрияну Николаеву — памятник советскому лётчику-космонавту СССР А. Г. Николаеву, установленный в Чебоксарах в 1987 году.

## История

Почтовый конверт СССР, 1989 год

Памятный знак в честь 25-летия первого полёта в космос третьего советского лётчика-космонавта появился в Чебоксарах 15 августа 1987 года на пересечении проспекта Ленина (дом № 49) и улицы Николаева (дом № 5). Авторы памятника — скульптор Анатолий Брындин и архитектор Анатолий Орешников.
На невысоком постаменте, облицованном полированными плитами из красного гранита установлены под углом 90° друг к другу два монолитных камня красного гранита. На одном из них установлено скульптурное изображение головы Андрияна Николаева в скафандре с двумя табличками, где написано: «Улица названа в честь лётчика-космонавта СССР дважды Героя Советского Союза АНДРИЯНА ГРИГОРЬЕВИЧА НИКОЛАЕВА». На втором — информационные таблички с указанием двух полётов космонавта: «Полеты в космос совершены на кораблях „ВОСТОК-3“ 11-15 августа 1962 г. и „СОЮЗ-9“ 1-19 июня 1970 г.». Две таблички — так как тексты на них написаны на чувашском и русском.
Скульптор Анатолий Брындин вспоминал:
…Два камня по краям композиции символизируют два полета, два крыла „Сокола“, такой позывной был у Андрияна Николаева. Увидев памятный знак, Андриян Григорьевич прослезился, так он ему понравился. А потом этот памятный знак отпечатали на почтовых конвертах.
К подножию памятного знака в памятные даты возлагаются цветы.